# کبودی نعش

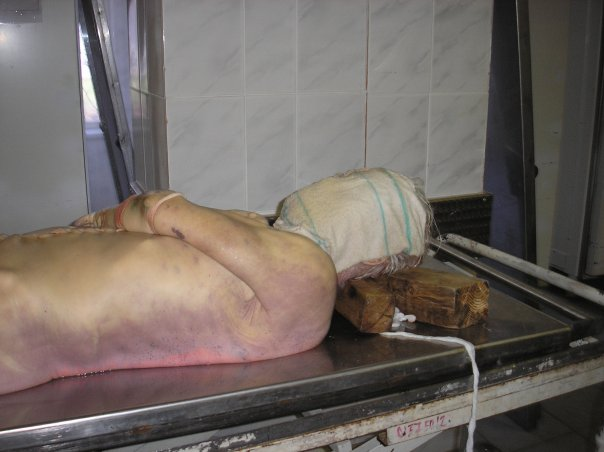
کبودی در بدن جنازه

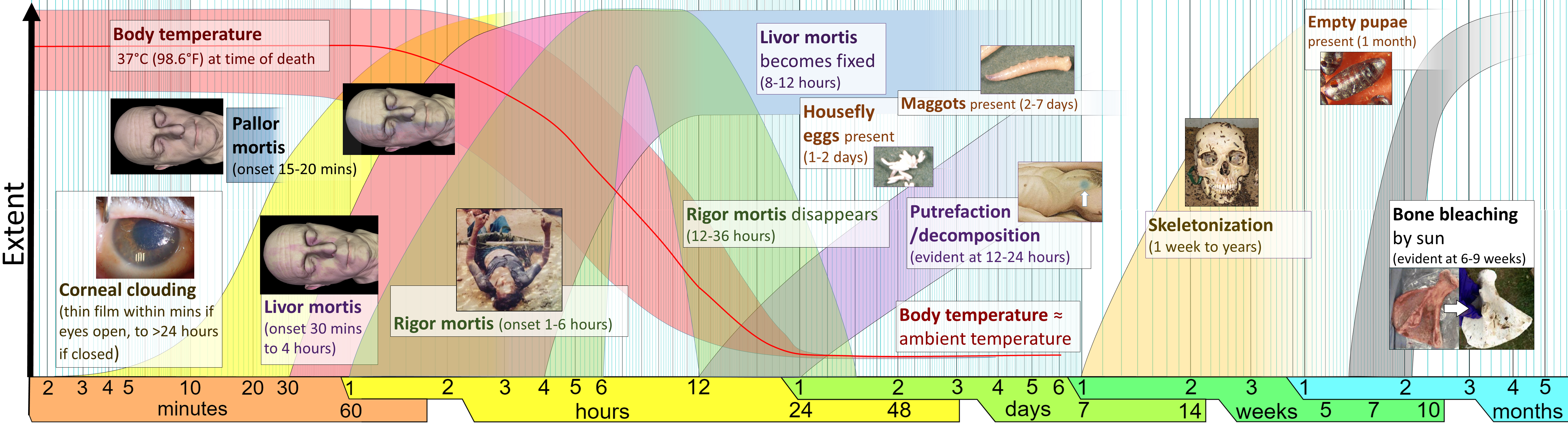
جدول زمانی تغییرات پس از مرگ (مراحل مرگ)، از جمله کبودی نعش.

کبودی نعش/میت/جسد یا لیوُر مورتیس و همچنین هیپوستاز؛ مرحله دوم از مراحل مرگ و نشانه‌های آن است. این ته‌نشین شدن خون در قسمت تحتانی بدن پس از مرگ است که باعث تغییر رنگ قرمز مایل به ارغوانی در پوست می‌شود. هنگامی که قلب از کار می‌افتد و خون از حرکت می‌ایستد، گلبول‌های قرمز که کمی سنگین تر از سایر گلبول‌ها و برخی مواد خون هستند در اثر گرانش در سرم ته‌نشین می‌شوند. در دمای گرمتر خون سریعتر و در شرایط سردتر کندتر حرکت می‌کند.
لیور مورتیس در عرض ۲۰ تا ۳۰ دقیقه شروع می‌شود اما معمولاً تا حدود دو ساعت پس از مرگ توسط چشم انسان قابل مشاهده نیست. اندازه تکه‌های کبودی در سه تا شش ساعت آینده افزایش می‌یابد. تثبیت کبودی در این بازه زمانی شروع شده و باعث می‌شود که این قسمت‌ها یا تکه‌های کبود با جابجایی یا حرکت کردن جنازه تغییری نکنند. حداکثر این رویه بین هشت تا دوازده ساعت پس از مرگ رخ می‌دهد به این معنی که پس از ۱۲ ساعت دیگر شاهد ادامهٔ کبودی نعش نخواهیم بود. خون در بافت‌ها یا مایعات برون‌سلولی بدن جمع می‌شود. شدت رنگ بستگی به میزان هموگلوبین کاهش یافته در خون دارد. تغییر رنگ در مناطقی از بدن که با زمین یا جسم دیگری در تماس هستند (یا به‌طور کلی تحت فشار هستند) و مویرگ‌ها در آن فشرده شده‌اند رخ نمی‌دهد.

## واژه‌شناسی
لیوُر مورتیس (از زبان لاتین- کلمه Livor به معنی «آبی، کبود» کلمه mortis به معنی مرگ، مرگِ_)، همچنین هیپوستاز (hypostasis)(از یونانی «ὑπό ئیپو یا هیپو» به معنی «زیر، زیرین، پایین» و «στάσις اِستاسیس» به معنی «ایستاده/ایستادن، متوقف، ساکن)

## کاربردها
پزشکی قانونی می‌تواند از وجود یا عدم وجود لیور مورتیس برای تعیین زمان تقریبی مرگ، همچنین برای تعیین اینکه آیا یک جسد جابجا شده است یا خیر استفاده کند. همچنین رنگ لیور مورتیس می‌تواند در تعیین علت مرگ کمک کند؛ مثلاً مسمومیت با مونوکسید کربن باعث ایجاد رنگی که بیشتر مایل به قرمز می‌باشد می‌شود.